# Atletika na Letních olympijských hrách 2016
Atletické disciplíny na Letních olympijských hrách 2016 v Riu de Janeiro proběhly od 12. do 21. srpna na olympijském stadiónu. Na programu bylo celkově 47 disciplín (24 mužských a 23 ženských).

## Medailové pořadí
| Umístění  | Stát                   | Zlato | Stříbro | Bronz | Celkem |
| --------- | ---------------------- | ----- | ------- | ----- | ------ |
| 1         | Spojené státy americké | 13    | 10      | 9     | 32     |
| 2         | Keňa                   | 6     | 6       | 1     | 13     |
| 3         | Jamajka                | 6     | 3       | 2     | 11     |
| 4         | Čína                   | 2     | 2       | 2     | 6      |
| 5         | Jihoafrická republika  | 2     | 2       | 0     | 4      |
| 6         | Velká Británie         | 2     | 1       | 4     | 7      |
| 7         | Chorvatsko             | 2     | 0       | 1     | 3      |
| 7         | Německo                | 2     | 0       | 1     | 3      |
| 9         | Etiopie                | 1     | 2       | 5     | 8      |
| 10        | Kanada                 | 1     | 1       | 4     | 6      |
| 11        | Polsko                 | 1     | 1       | 1     | 3      |
| 12        | Bahrajn                | 1     | 1       | 0     | 2      |
| 12        | Španělsko              | 1     | 1       | 0     | 2      |
| 14        | Bahamy                 | 1     | 0       | 1     | 2      |
| 15        | Belgie                 | 1     | 0       | 0     | 1      |
| 15        | Brazílie*              | 1     | 0       | 0     | 1      |
| 15        | Kolumbie               | 1     | 0       | 0     | 1      |
| 15        | Řecko                  | 1     | 0       | 0     | 1      |
| 15        | Slovensko              | 1     | 0       | 0     | 1      |
| 15        | Tádžikistán            | 1     | 0       | 0     | 1      |
| 21        | Francie                | 0     | 3       | 3     | 6      |
| 22        | Alžírsko               | 0     | 2       | 0     | 2      |
| 23        | Nový Zéland            | 0     | 1       | 3     | 4      |
| 24        | Austrálie              | 0     | 1       | 1     | 2      |
| 24        | Japonsko               | 0     | 1       | 1     | 2      |
| 26        | Bělorusko              | 0     | 1       | 0     | 1      |
| 26        | Bulharsko              | 0     | 1       | 0     | 1      |
| 26        | Burundi                | 0     | 1       | 0     | 1      |
| 26        | Dánsko                 | 0     | 1       | 0     | 1      |
| 26        | Grenada                | 0     | 1       | 0     | 1      |
| 26        | Mexiko                 | 0     | 1       | 0     | 1      |
| 26        | Nizozemsko             | 0     | 1       | 0     | 1      |
| 26        | Katar                  | 0     | 1       | 0     | 1      |
| 26        | Venezuela              | 0     | 1       | 0     | 1      |
| 35        | Kuba                   | 0     | 0       | 1     | 1      |
| 35        | Česko                  | 0     | 0       | 1     | 1      |
| 35        | Maďarsko               | 0     | 0       | 1     | 1      |
| 35        | Kazachstán             | 0     | 0       | 1     | 1      |
| 35        | Srbsko                 | 0     | 0       | 1     | 1      |
| 35        | Trinidad a Tobago      | 0     | 0       | 1     | 1      |
| 35        | Turecko                | 0     | 0       | 1     | 1      |
| 35        | Ukrajina               | 0     | 0       | 1     | 1      |
| Celkem 42 | Celkem 42              | 47    | 47      | 47    | 141    |

## Medailisté

### Muži
| Disciplína         | Zlato | Stříbro | Bronz |
| ------------------ | --- | --- | --- |
| 100 m              | Usain Bolt · Jamajka (JAM) 9.81 | Justin Gatlin · Spojené státy americké (USA) 9.89                                                                   | Andre De Grasse · Kanada (CAN) 9.91                                                                                |
| 200 m              | Usain Bolt · Jamajka (JAM) 19.78 | Andre De Grasse · Kanada (CAN) 20.02                                                                                | Christophe Lemaitre · Francie (FRA) 20.12                                                                          |
| 400 m              | Wayde van Niekerk · Jihoafrická republika (RSA) 43.03 · WR                                                                                       | Kirani James · Grenada (GRN) 43.76                                                                                  | LaShawn Merritt · Spojené státy americké (USA) 43.85                                                               |
| 800 m              | David Lekuta Rudisha · Keňa (KEN) 1:42.15 | Taoufik Makhloufi · Alžírsko (ALG) 1:42.61                                                                          | Clayton Murphy · Spojené státy americké (USA) 1:42.85                                                              |
| 1500 m             | Matthew Centrowitz · Spojené státy americké (USA) 3:50.00                                                                                        | Taoufik Makhloufi · Alžírsko (ALG) 3:50.11                                                                          | Nick Willis · Nový Zéland (NZL) 3:50.24                                                                            |
| 5000 metrů         | Mohamed Farah · Velká Británie (GBR) 13:03.30 | Paul Kipkemoi Chelimo · Spojené státy americké (USA) 13:03.90                                                       | Hagos Gebrhiwet · Etiopie (ETH) 13:04.35                                                                           |
| 10 000 metrů       | Mohamed Farah · Velká Británie (GBR) 27:05.17 | Paul Tanui · Keňa (KEN) 27:05.64                                                                                    | Tamirat Tola · Etiopie (ETH) 27:06.26                                                                              |
| Maratonský běh     | Eliud Kipchoge · Keňa (KEN) 2:08:44 | Feyisa Lilesa · Etiopie (ETH) 2:09:54                                                                               | Galen Rupp · Spojené státy americké (USA) 2:10:05                                                                  |
| 110 m překážek     | Omar McLeod · Jamajka (JAM) 13.05 | Orlando Ortega · Španělsko (ESP) 13.17                                                                              | Dimitri Bascou · Francie (FRA) 13.24                                                                               |
| 400 metrů překážek | Kerron Clement · Spojené státy americké (USA) 47.73                                                                                              | Boniface Mucheru Tumuti · Keňa (KEN) 47.78                                                                          | Yasmani Copello · Turecko (TUR) 47.92                                                                              |
| 3000 m překážek    | Conseslus Kipruto · Keňa (KEN) 8:03.28 OR | Evan Jager · Spojené státy americké (USA) 8:04.28                                                                   | Mahiedine Mekhissi-Benabbad · Francie (FRA) 8:11.52                                                                |
| 4 × 100 m štafeta  | Jamajka (JAM) · Asafa Powell · Yohan Blake · Nickel Ashmeade · Usain Bolt · Jevaughn Minzie (rozběh) · Kemar Bailey-Cole (rozběh) 37.27          | Japonsko (JPN) · Ryota Yamagata · Shota Iizuka · Yoshihide Kiryu · Asuka Cambridge 37.60                            | Kanada (CAN) · Akeem Haynes · Aaron Brown · Brendon Rodney · Andre De Grasse · Mobolade Ajomale (rozběh) 37.64     |
| 4 × 400 m štafeta  | Spojené státy americké (USA) · Arman Hall · Tony McQuay · Gil Roberts · LaShawn Merritt · Kyle Clemons (rozběh) · David Verburg (rozběh) 2:57.30 | Jamajka (JAM) · Peter Matthews · Nathon Allen · Fitzroy Dunkley · Javon Francis · Rusheen McDonald (rozběh) 2:58.16 | Bahamy (BAH) · Alonzo Russell · Michael Mathieu · Steven Gardiner · Chris Brown · Stephen Newbold (rozběh) 2:58.49 |
| Chůze na 20 km     | Wang Čen · Čína (CHN) 1:19:14 | Cai Zelin · Čína (CHN) 1:19:26                                                                                      | Dane Alex Bird-Smith · Austrálie (AUS) 1:19:37                                                                     |
| Chůze na 50 km     | Matej Tóth · Slovensko (SVK) 3:40:58 | Jared Tallent · Austrálie (AUS) 3:41:16                                                                             | Hirooki Arai · Japonsko (JPN) 3:41:24                                                                              |
| Skok do výšky      | Derek Drouin · Kanada (CAN) 2.38 m | Mutaz Essa Baršim · Katar (QAT) 2.36 m                                                                              | Bohdan Bondarenko · Ukrajina (UKR) 2.33 m                                                                          |
| Skok o tyči        | Thiago Braz da Silva · Brazílie (BRA) 6.03 m OR                                                                                                  | Renaud Lavillenie · Francie (FRA) 5.98 m                                                                            | Sam Kendricks · Spojené státy americké (USA) 5.85 m                                                                |
| Skok do dálky      | Jeff Henderson · Spojené státy americké (USA) 8.38                                                                                               | Luvo Manyonga · Jihoafrická republika (RSA) 8.37                                                                    | Greg Rutherford · Velká Británie (GBR) 8.29                                                                        |
| Trojskok           | Christian Taylor · Spojené státy americké (USA) 17.86 m                                                                                          | Will Claye · Spojené státy americké (USA) 17.76 m                                                                   | Tung Pin · Čína (CHN) 17.58 m                                                                                      |
| Vrh koulí          | Ryan Crouser · Spojené státy americké (USA) 22.52 m OR                                                                                           | Joe Kovacs · Spojené státy americké (USA) 21.78 m                                                                   | Tomas Walsh · Nový Zéland (NZL) 21.36 m                                                                            |
| Hod diskem         | Christoph Harting · Německo (GER) 68.37 | Piotr Małachowski · Polsko (POL) 67.55                                                                              | Daniel Jasinski · Německo (GER) 67.05                                                                              |
| Hod kladivem       | Dilšod Nazarov · Tádžikistán (TJK) 78.68 m | Ivan Tichon · Bělorusko (BLR) 77.79 m                                                                               | Wojciech Nowicki · Polsko (POL) 77.73 m                                                                            |
| Hod oštěpem        | Thomas Röhler · Německo (GER) 90.30 m | Julius Yego · Keňa (KEN) 88.24 m                                                                                    | Keshorn Walcott · Trinidad a Tobago (TRI) 85.38 m                                                                  |
| Desetiboj          | Ashton Eaton · Spojené státy americké (USA) 8893 bodů                                                                                            | Kévin Mayer · Francie (FRA) 8834 bodů                                                                               | Damian Warner · Kanada (CAN) 8666 bodů                                                                             |

### Ženy
| Disciplína          | Zlato | Stříbro | Bronz |
| ------------------- | --- | --- | --- |
| 100 m               | Elaine Thompsonová · Jamajka (JAM) 10.71 | Tori Bowieová · Spojené státy americké (USA) 10.83 | Shelly-Ann Fraserová-Pryceová · Jamajka (JAM) 10.86                                                                                     |
| 200 m               | Elaine Thompsonová · Jamajka (JAM) 21.78 | Dafne Schippersová · Nizozemsko (NED) 21.88 | Tori Bowieová · Spojené státy americké (USA) 22.15                                                                                      |
| 400 m               | Shaunae Millerová · Bahamy (BAH) 49.44 | Allyson Felixová · Spojené státy americké (USA) 49.51 | Shericka Jacksonová · Jamajka (JAM) 49.85                                                                                               |
| 800 m               | Caster Semenyaová · Jihoafrická republika (RSA) 1:55.28 | Francine Niyonsabaová · Burundi (BDI) 1:56.49 | Margaret Wambuiová · Keňa (KEN) 1:56.89                                                                                                 |
| 1500 m              | Faith Kipyegonová · Keňa (KEN) 4:08.92 | Genzebe Dibabaová · Etiopie (ETH) 4:10.27 | Jennifer Simpsonová · Spojené státy americké (USA) 4:10.53                                                                              |
| 5000 m              | Vivian Cheruiyotová · Keňa (KEN) 14:26.17 OR | Hellen Onsando Obiriová · Keňa (KEN) 14:29.77 | Almaz Ayanaová · Etiopie (ETH) 14:33.59                                                                                                 |
| 10 000 metrů        | Almaz Ayanaová · Etiopie (ETH) 29:17.45 · WR | Vivian Cheruiyotová · Keňa (KEN) 29:32.53 | Tiruneš Dibabaová · Etiopie (ETH) 29:42.56                                                                                              |
| Maratonský běh      | Jemima Sumgongová · Keňa (KEN) 2:24:04 | Eunice Kirwaová · Bahrajn (BRN) 2:24:13 | Mare Dibabaová · Etiopie (ETH) 2:24:30                                                                                                  |
| 100 metrů překážek  | Brianna Rollinsová · Spojené státy americké (USA) 12.48 | Nia Aliová · Spojené státy americké (USA) 12.59 | Kristi Castlinová · Spojené státy americké (USA) 12.61                                                                                  |
| 400 metrů překážek  | Dalilah Muhammadová · Spojené státy americké (USA) 53.13 | Sara Petersenová · Dánsko (DEN) 53.55 | Ashley Spencerová · Spojené státy americké (USA) 53.72                                                                                  |
| 3000 metrů překážek | Ruth Jebetová · Bahrajn (BRN) 8:59.75 | Hyvin Kyiengová Jepkemoiová · Keňa (KEN) 9:07.12 | Emma Coburnová · Spojené státy americké (USA) 9:07.63                                                                                   |
| 4 × 100 m štafeta   | Spojené státy americké (USA) · Tianna Bartolettaová · Allyson Felixová · English Gardnerová · Tori Bowieová · Morolake Akinosunová (rozběh) 41.01                                          | Jamajka (JAM) · Christania Williamsová · Elaine Thompsonová-Herahová · Veronica Campbellová-Brownová · Shelly-Ann Fraserová-Pryceová · Simone Faceyová (rozběh) · Sashalee Forbesová (rozběh) 41.36 | Velká Británie (GBR) · Asha Philipová · Desiree Henryová · Dina Asherová-Smithová · Daryll Neitaová 41.77                               |
| 4 × 400 m štafeta   | Spojené státy americké (USA) · Allyson Felixová · Phyllis Francisová · Natasha Hastingsová · Courtney Okolová · Taylor Ellisová-Watsonová (rozběh) · Francena McCororyová (rozběh) 3:19.06 | Jamajka (JAM) · Stephenie Ann McPherson · Anneisha McLaughlin-Whilby · Shericka Jacksonová · Novlene Williamsová-Millsová · Christine Dayová (rozběh) · Chrisann Gordonová (rozběh) 3:20.34         | Velká Británie (GBR) · Eilidh Doyleová · Anyika Onuoraová · Emily Diamondová · Christine Ohuruoguová · Kelly Masseyová (rozběh) 3:25.88 |
| Chůze na 20 km      | Liou Chung · Čína (CHN) 1:28:35 | María Guadalupe Gonzálezová · Mexiko (MEX) 1:28:37 | Lü Siou-č’ · Čína (CHN) 1:28:42 |
| Skok do výšky       | Ruth Beitiaová · Španělsko (ESP) 1.97 m | Mirela Demirevová · Bulharsko (BUL) 1.97 m | Blanka Vlašičová · Chorvatsko (CRO) 1.97 m                                                                                              |
| Skok o tyči         | Katerina Stefanidiová · Řecko (GRE) 4.85 m | Sandi Morrisová · Spojené státy americké (USA) 4.85 m | Eliza McCartneyová · Nový Zéland (NZL) 4.80 m                                                                                           |
| Skok do dálky       | Tianna Bartolettaová · Spojené státy americké (USA) 7.17 m | Brittney Reeseová · Spojené státy americké (USA) 7.15 m | Ivana Španovićová · Srbsko (SRB) 7.08 m                                                                                                 |
| Trojskok            | Caterine Ibargüenová · Kolumbie (COL) 15.17 m | Yulimar Rojasová · Venezuela (VEN) 14.98 m | Olga Rypakovová · Kazachstán (KAZ) 14.74 m                                                                                              |
| Vrh koulí           | Michelle Carterová · Spojené státy americké (USA) 20.63 | Valerie Adamsová · Nový Zéland (NZL) 20.42 | Anita Mártonová · Maďarsko (HUN) 19.87                                                                                                  |
| Hod diskem          | Sandra Perkovićová · Chorvatsko (CRO) 69.21 m | Mélina Robertová-Michonová · Francie (FRA) 66.73 m | Denia Caballerová · Kuba (CUB) 65.34 m                                                                                                  |
| Hod kladivem        | Anita Włodarczyková · Polsko (POL) 82.29 m · WR | Čang Wen-siou · Čína (CHN) 76.75 m | Sophie Hitchonová · Velká Británie (GBR) 74.54 m                                                                                        |
| Hod oštěpem         | Sara Kolaková · Chorvatsko (CRO) 66.18 m | Sunette Viljoenová · Jihoafrická republika (RSA) 64.92 m | Barbora Špotáková · Česko (CZE) 64.80 m                                                                                                 |
| Sedmiboj            | Nafissatou Thiamová · Belgie (BEL) 6810 bodů | Jessica Ennisová-Hillová · Velká Británie (GBR) 6775 bodů | Brianne Theisenová-Eatonová · Kanada (CAN) 6653 bodů                                                                                    |